# Caprella sanguinea
Caprella sanguinea is een vlokreeftensoort uit de familie van de Caprellidae. De wetenschappelijke naam van de soort is voor het eerst geldig gepubliceerd in 1841 door Gould.